# Streptolirion volubile
Streptolirion volubile es la única  especie del género monotípico Streptolirion, perteneciente a la familia Commelinaceae. Es originaria del Japón hasta el Himalaya e Indochina.

## Taxonomía
Streptolirion volubile fue descrita por Michael Pakenham Edgeworth y publicado en Proceedings of the Linnean Society of London 1: 254. 1845.
Variedades
- Streptolirion volubile subsp. khasianum (C.B.Clarke) D.Y.Hong (1974).
- Streptolirion volubile subsp. volubile